# Green Chemistry (revista)
Green Chemistry, abreviado Green Chem., es una revista científica publicada por la Royal Society of Chemistry. La revista se publica actualmente con 24 números por año. Se publican artículos que tratan sobre la investigación y el desarrollo de tecnologías alternativas sostenibles en química.
El factor de impacto en 2020 fue de 10.182. Según las estadísticas de Web of Science,  la revista 2020 ocupó el puesto 21 de 178 en la categoría de Química Multidisciplinar y el segundo de 44 en la categoría de Ciencia y Tecnología Verde y Sostenible.